# رژیم صهیونیستی

رژیم صهیونیستی یک اصطلاح سیاسی است که مخالفان این کشور، به جای نام کشور اسرائیل به کار می‌برند. در ادبیات سیاسی جمهوری اسلامی ایران از این عنوان و عنوان‌های مشابه مانند رژیم اشغالگر قدس برای نام بردن از آن دولت استفاده می‌کند. گروه‌های حماس و حزب‌الله لبنان نیز از ادبیات خود در اشاره به دولت اسرائیل از این تعبیر استفاده می‌کنند.
همچنین برای اتباع غیرفلسطینی اسرائیل به‌ویژه نیروهای دولتی و نظامی آن، از واژهٔ صهیونیست‌ها و اشغالگران استفاده می‌کنند.
برخی از محققان فلسفه وجودی تشکیل دولت اسرائیل را برآمده از نظریهٔ صهیونیسم می‌دانند و از این‌رو رژیم حاکم بر آن کشور را رژیم صهیونیستی می‌نامند.
مخالفان اسرائیل، به مجموع کشور اسرائیل و آن بخش‌هایی از سرزمین فلسطین که در اشغال اسرائیل قرار دارد، فلسطین اشغالی می‌گویند.

## رژیم اشغالگر قدس

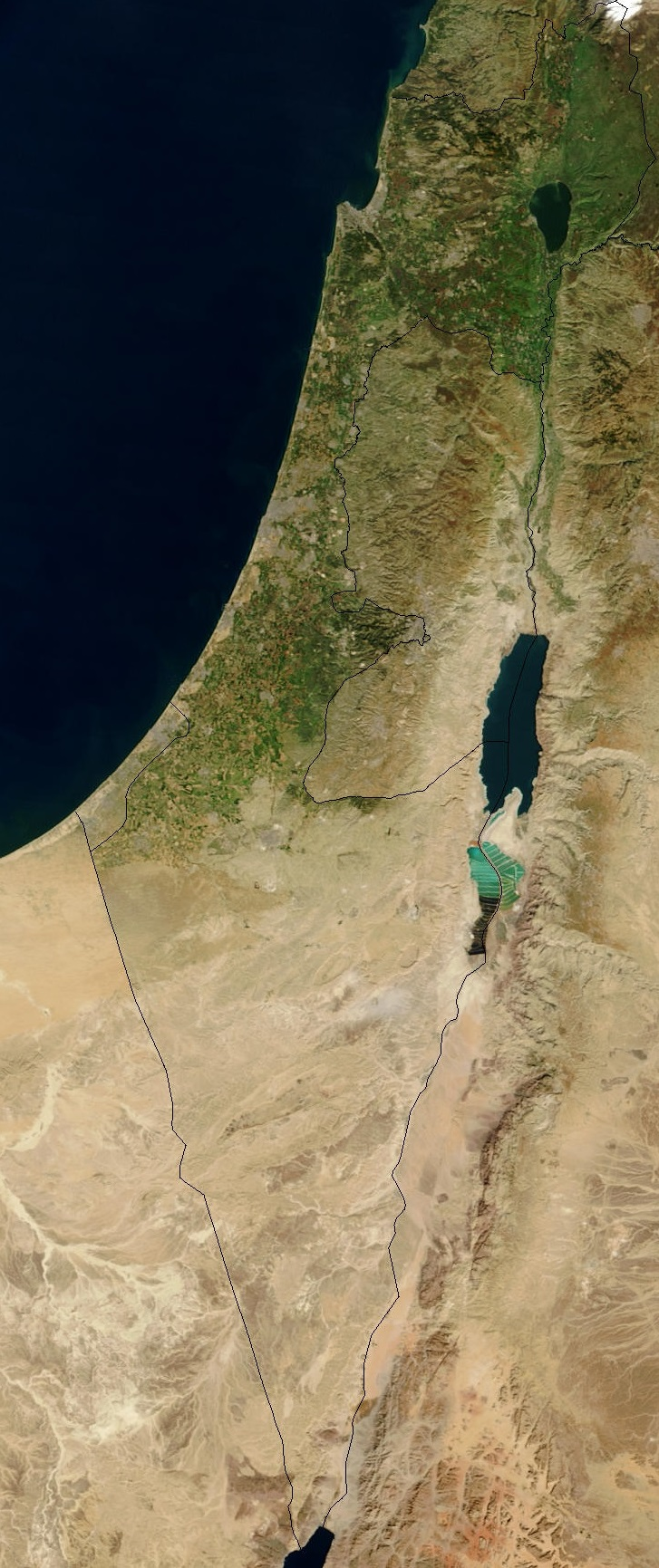
اسرائیل در ژوئن سال 2003

رژیم اشغالگر قدس اصطلاح دیگری است که نظام جمهوری اسلامی ایران رسماً بر دولت اسرائیل اطلاق می‌کند. گروه‌های حماس و حزب‌الله لبنان نیز از ادبیات خود در اشاره به کشور اسرائیل از این واژه استفاده می‌کنند.

### تاریخچه
استفاده از این واژه سیاسی برای اولین بار اغلب به سید روح‌الله خمینی نسبت داده می‌شود. جمهوری اسلامی ایران دولت و کشور اسرائیل را به رسمیت نمی‌شناسد.
از یک سو، مقصود از استفادهٔ سیاست‌مداران ایران از واژه‌هایی نظیر «رژیم صهیونیستی» یا «رژیم اشغالگر قدس» به‌طور یقین اشاره به کشور اسرائیل عنوان گردیده، نه نظام کنونی حاکم بر آن. از سوی دیگر، هدفشان از این کار، «طفره رفتن از مقام دادن به کشور اسرائیل به‌وسیله به رسمیت نشناختن نام اسرائیل است».

## دیگر کاربردهای رژیم صهیونیستی
در زمان جنگ ایران و عراق هر طرف دیگری را محکوم به وابستگی و رابطه با اسرائیل می‌کرد و البته هر دو کشور داعیهٔ دشمنی با اسرائیل داشتند، برای همین در ایران و در اصطلاح سیاسی برای اشاره به نظام صدام گاه از واژهٔ «رژیم بعثی-صهیونیستی» استفاده می‌کردند، و دولت صدام حسین و دیپلمات‌ها و رسانه‌های جمعی و منابع دولتی عراق از واژهٔ «نظام صهیونیستی» برای اشاره به حکومت جمهوری اسلامی ایران استفاده می‌کردند، به‌طوری‌که از واژهٔ «صهیو-خمینیسم» (به عربی: صهیوخمینیة) به‌طور وسیعی در ادبیات سیاسی آن کشور استفاده می‌گردید.